# Polyzonus obtusus
Polyzonus obtusus là một loài bọ cánh cứng trong họ Cerambycidae.